# 城巴629線
城巴629線是城巴營運的一條日間香港島巴士路線，來往中環（天星碼頭）及水上樂園，為遊客及居民提供由中環海傍至海洋公園的旅遊巴士服務。
城巴629M線是城巴營運的一條日間香港島巴士路線，由水上樂園單向前往黃竹坑站。

## 歷史
城巴在1981年4月4日夥拍海洋公園推出來往中環天星碼頭／金鐘之接送服務。城巴當時派出雙層開篷巴士行走，初期提供免費服務，並且推出包含海洋公園門票及來回接送服務之套票，售價與單獨購買門票相同。同年12月6日，免費接送服務擴展至旺角（登打士街）及新界。
其於1987年4月，本路線取代了當時由中巴營辦的中環至海洋公園大樹灣的99線，提供由金鐘站及中環天星碼頭往來海洋公園正門和大樹灣的服務，不但提供單程收費，亦發售包括來回車費及海洋公園入場費的套票，而以購買海洋公園入場票的乘客佔高比例，初時並無路線編號，後來城巴給予該線的號碼為629。
在2005年5月9日，由於非專利的11米利蘭奧林比安空調巴士因年事太高需要退役（當中大部分都已售予英國），且受政府管制非專利巴士數量，城巴間中也派出專利巴士行走本線，但此舉令乘客感到混亂及受到市民投訴，例如在2004年聖誕節假期，運輸署便要求城巴在聖誕及新年假期，若採用專利巴士行走本線，必須以629R作編號識別。城巴決定於該日把本線編為專利路線，改為來往金鐘站（西）及海洋公園（大樹灣），中環天星碼頭開出的班次則改為特別班次，並只於每日早上提供單往大樹灣的服務，假日由新界開出的特別線則取消，並降低全程票價及提供城巴新界區西區海底隧道過海線的八達通轉車優惠，原有海洋公園套票則取消。
2011年1月3日，因應海洋公園拓展計劃，所有班次均以海洋公園（正門）作總站，但由金鐘開出的班次，會視乎海洋公園人潮管制，而以大樹灣作終站。同年2月21日，本線加強特別班次服務，由中環（天星碼頭）開往海洋公園的特別班次改為日間大部分時間行走，並增設回程特別班次前往中環（天星碼頭）或中環（交易廣場）。同日開設經灣仔往中環（交易廣場）的分支路線629A，令海洋公園再度有全日往返中環的專線服務。
在港鐵南港島綫通車前，此路線曾是城巴往返香港海洋公園的黃金路線，定線極為直接，亦是新巴城巴數一數二盈利最高路線，可瞬間由市區心臟地帶直達海洋公園，加上提供連同公園門票發售的套票，令其一直深受本地及海外遊客歡迎，成為遊客往返海洋公園的不二選擇。
但好景不常，在2016年12月28日，因應港鐵南港島綫通車，停止預售車票服務；已出售的預售車票將繼續有效直至票面所列的有效期為止。被視為路線永久停駛之先兆，629線會否因南港島綫而大量流失乘客（在金鐘站搭乘南港島綫前往海洋公園，比本線便宜一半（$5.3），而且更快捷（僅需6分鐘）），引致取消之命運，情況備受關注。
結果不足一個月，在2017年1月11日，本路線的客量就因應港鐵南港島綫通車而大跌87%，當日起只保留每日早上單向由中環天星碼頭經金鐘前往海洋公園的特別班次，而回程班次則完全取消，另外629A及629S於同日起永久停駛，並取消海洋公園員工$1.5之優惠價。
在此路線縮減服務前一天，城巴派出了富豪奧林比安及斯堪尼亞K94UB執行由海洋公園開出的尾班車，自此此路線被縮減至上午單向開出五班車往海洋公園，標誌其全日服務的時代正式成為歷史，當天吸引了不少巴士迷前往拍攝及乘搭。
2018年2月12日，增設實時抵站時間查詢服務。
2019年1月20日，本線調整收費，新收費為$11.4。
2019年10月5日，由於前一天港鐵多個車站受反修例示威者破壞，當日全綫暫停服務，導致港島南區市民沒有鐵路服務往來港島北，此路線從11:15起提供臨時服務，初時來往中環（天星碼頭）經金鐘至海洋公園，及後於13:10起改為金鐘至海洋公園，又由15:15起改為中環至海洋公園。
2020年1月27日至6月13日、7月15日起，海洋公園因受2019冠状病毒病疫情影響關閉，該線暫停服務。 
因應海洋公園大樹灣水上樂園試業營運，629線部分日子延長海洋公園大樹灣水上樂園，同時開辦短途特別班次將由海洋公園(正門)開往水上樂園，並開辦629M由水上樂園開往黃竹坑站。
因應海洋公園水上樂園於2021年9月21日正式開幕，629線延長海洋公園大樹灣水上樂園，並加經銅鑼灣。另外部分日子有回程往中環服務。

## 服務時間及班次
629
- 每日中環碼頭開5班：09:30、10:00、10:30、11:00、11:30
- 視乎乘客需求，或會提供由海洋公園（正門）往水上樂園的短途班次和水上樂園前往中環（天星碼頭）之回程班次。

629M
- 每天服務時間不同，詳情請參閱城巴通告。

## 收費
| 路線 | 全程收費 | 分段收費                    |
| ---- | -------- | --------------------------- |
| 629  | $14.1    | - 海洋公園往水上樂園：$10.9 |
| 629M | $10.5    | - 不設分段收費              |

| - 本線設有12歲以下小童及65歲或以上長者半價優惠。 - 65歲或以上香港居民使用「樂悠咭」，以及12歲以下合資格殘疾兒童使用「殘疾人士身份」個人八達通繳付車資，均可享有每程$2.0或半價（以較低者為準）的票價優惠；12至64歲合資格殘疾人士使用「殘疾人士身份」個人八達通（包括「樂悠咭」），以及60至64歲香港居民使用「樂悠咭」繳付車資，均可享有每程$2.0或全費（以較低者為準）的票價優惠。 - 65歲或以上長者如使用長者或一般個人八達通繳付車資，則只可享有半價優惠；12至64歲合資格殘疾人士如不使用「殘疾人士身份」個人八達通，以及60至64歲人士如不使用「樂悠咭」繳付車資，必須繳付全費。 - 乘客可以現金或八達通於上車時付款，不設找續。 - 每位成人乘客可免費攜帶最多兩名4歲以下而不佔座位的兒童乘客乘車，超額之4歲以下小童必須繳付小童車費乘車。 - 九龍巴士、城巴及龍運巴士全職員工及家屬（不包括外判職員）可免費乘搭本路線，惟必須拍職員或職員家屬八達通。 - 乘客亦可使用AlipayHK「易乘碼」、支付寶、 WeChatHK／微信支付「搭車碼」、銀聯雲閃付「乘車碼」及BOC Pay「乘車碼」、具有感應式支付功能的VISA、Mastercard及銀聯卡，以及Apple Pay、Google Pay及Samsung Pay流動支付平台繳付車資。使用此支付方式的乘客可享有中途下車之分段收費，以及與其他城巴獨營路線或聯營線城巴班次之轉乘優惠，惟不適用於與非城巴路線之轉乘優惠。使用此支付方式的乘客亦不能享有「公共交通費用補貼計劃」及「長者及合資格殘疾人士公共交通票價優惠計劃」。 |

### 預售車票
本線曾設預售單程車票，售價與全程車費相同，兩方向均可使用。有關車票可從金鐘（西）城巴售票站購買。此車票亦適用於乘搭629A線。
預售車票服務已於2016年12月28日隨港鐵南港島綫通車而終止。所有已發行之預售車票亦已在2016年12月31日或之前到期。現持有預售車票的乘客，已無法再使用。

### 八達通轉乘優惠
乘客從以下路線登車後指定時間內以同一張八達通卡轉乘629線，次程可獲$5折扣優惠：
- 930(A/B/X)往港島 → 629往海洋公園，轉乘時限為90分鐘
- 952(P)、962(P/X)、967、969(A/B)或E11(A/B)往港島 → 629往海洋公園，轉乘時限為120分鐘

## 行車路線
629(M)
中環（天星碼頭）開經：民耀街、港景街、中環（交易廣場）巴士總站、干諾道中、夏愨道、紅棉路支路、金鐘道、添馬街、德立街、金鐘（西）巴士總站、紅棉路支路、金鐘道、軍器廠街、告士打道、銅鑼灣行車天橋、告士打道、堅拿道天橋、香港仔隧道、黃竹坑道、海洋公園道、香葉道、警校道、南朗山道及深灣道。
水上樂園開經：*深灣道、*南朗山道、*香葉道、黃竹坑站公共運輸交匯處、香葉道、海洋公園道、黃竹坑道、香港仔隧道、黃泥涌道、摩理臣山道、禮頓道、堅拿道西、堅拿道天橋、告士打道、夏慤道、紅棉路支路、琳寶徑、遮打道、昃臣道、干諾道中、康樂廣場、民耀街及民光街。
註：629M祇停有*號之道路。

### 沿線車站
629(M)
| 中環（天星碼頭）開 | 中環（天星碼頭）開 | 中環（天星碼頭）開         | 水上樂園開 | 水上樂園開       | 水上樂園開                 |
| 序號               | 車站名稱           | 位置                       | 序號       | 車站名稱         | 位置                       |
| ------------------ | ------------------ | -------------------------- | ---------- | ---------------- | -------------------------- |
| 1                  | 中環（天星碼頭）   | 中環（天星碼頭）巴士總站   | 1*         | 水上樂園         | 海洋公園（大樹灣）巴士總站 |
| 2                  | 中環（交易廣場）   | 中環（交易廣場）巴士總站   | 2*         | 黃竹坑站         | 黃竹坑站公共運輸交匯處     |
| 3                  | 金鐘（西）         | 金鐘（西）巴士總站         | 3          | 海洋公園         | 海洋公園公共運輸交匯處     |
| 4                  | 景隆街             | 告士打道                   | 4          | 堅拿道西         | 堅拿道西                   |
| 5                  | 海洋公園           | 海洋公園公共運輸交匯處     | 5          | 海富中心         | 夏慤道                     |
| 6                  | 水上樂園           | 海洋公園（大樹灣）巴士總站 | 6          | 皇后像廣場       | 干諾道中                   |
|                    |                    |                            | 7          | 國際金融中心二期 | 民耀街                     |
| 8                  | 中環（天星碼頭）   | 中環（天星碼頭）巴士總站   |            |                  |                            |

註：629M祇停有*號之車站

## 補充資料

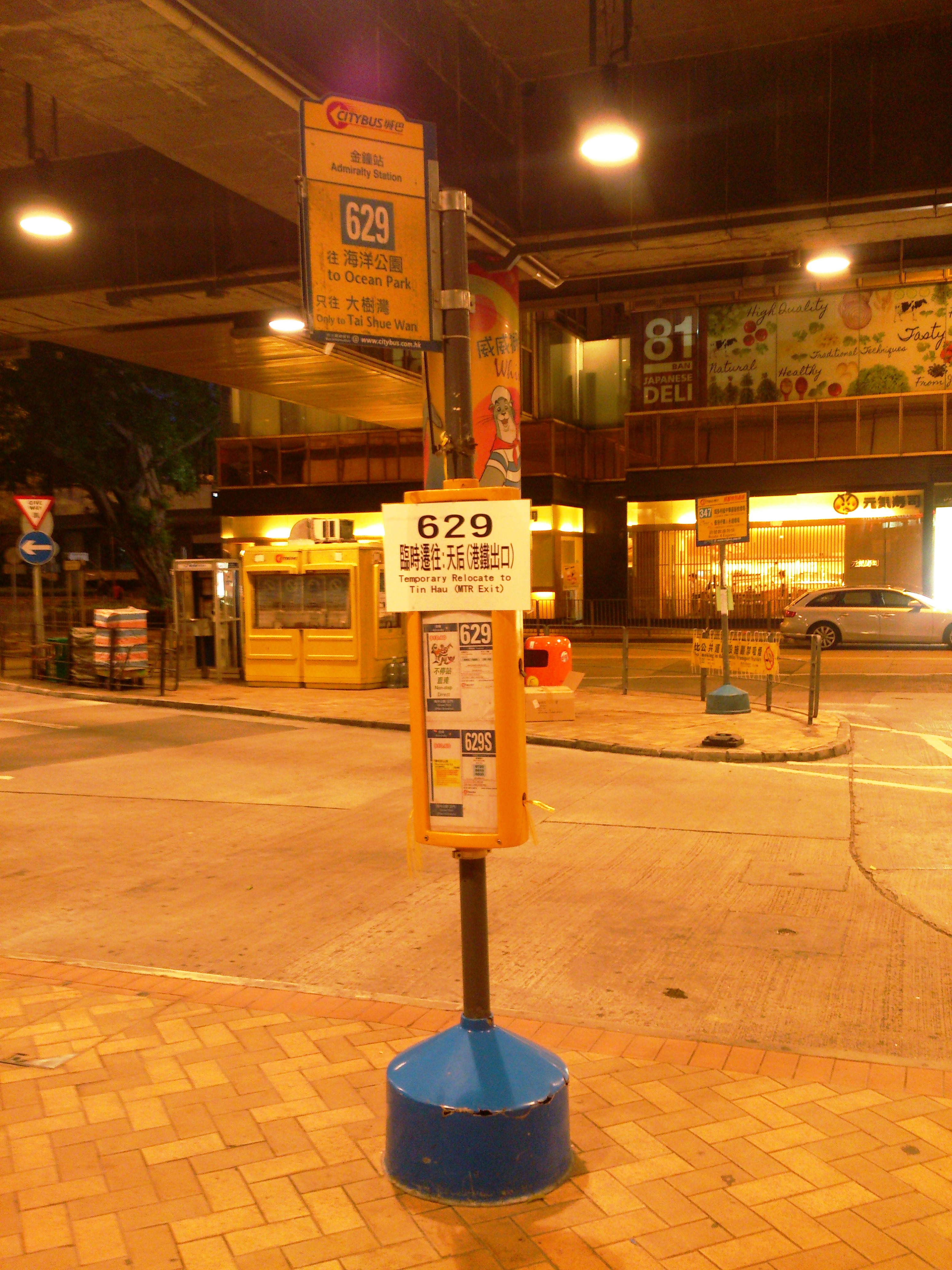
2014年雨傘運動期間，金鐘（西）巴士總站的站牌掛上暫遷總站的告示。

- 本線是600系列編號專營巴士路線中首條非過海路線或不是前九廣輕鐵輔助巴士線。
- 由於本線為一條旅遊特快線，所以車資也較高。
- 本線是繼城巴屋邨巴士37R於1995年3月27日改為專利巴士路線37M後，再次有非專利路線改為專利服務的巴士路線。
- 本線作為旅遊路線，曾被媒體報導車廂最為骯髒，亂拋垃圾情況十分嚴重[17]。
- 2014年9月28日至12月12日，受雨傘運動影響，金鐘站的全部巴士總站暫停使用，本線改以天后站作為臨時總站。

## 外部連結
城巴
- 城巴629線 （页面存档备份，存于）
- 城巴629線路線圖 （页面存档备份，存于）

其他
- 城巴629線－681巴士總站 （页面存档备份，存于）